# Elf (US-amerikanische Band)
Elf war eine US-amerikanische Bluesrock-Band, die 1967 von Ronnie James Dio unter dem Namen The Electric Elves gegründet wurde. 1969 wurde der Name der Band auf The Elves abgekürzt und schließlich 1970 auf Elf geändert. Die Lieder sind eine Mischung aus Dixie, Blues und Rock ’n’ Roll. 1975 löste sich die Band nach der Aufnahme von drei Alben auf und ging fast komplett in die erste Besetzung der Band Rainbow über.

## Bandgeschichte
Ronnie James Dio und Nick Pantas kannten sich bereits von Ronnie Dio And The Prophets. Nachdem diese Band im Herbst 1967 aufgelöst worden war, gründeten die beiden gemeinsam mit Dios Cousin David Feinstein, Doug Thaler und Gary Driscoll The Electric Elves. Mitte 1969 entschlossen sie sich kurz vor der Veröffentlichung ihrer zweiten Single zu einer Kürzung des Bandnamens.
1968 war die Band in einen Autounfall verwickelt, bei dem Nick Pantas starb und Doug Thaler schwer verletzt wurde. Nach einem mehrmonatigen Krankenhausaufenthalt entschloss sich Thaler, die Band zu verlassen. Während die Position des zweiten Gitarristen nicht mehr neu besetzt wurde, kam für Thaler Micky Lee Soule als Keyboarder zur Band. In der neuen Formation nannten sie sich nur mehr Elf.
In den nächsten Jahren spielten sie in vielen kleineren Clubs. 1972 wurden sie von Roger Glover und Ian Paice von Deep Purple gehört, die ihnen daraufhin einen Plattenvertrag anboten. Die Aufnahmen für das erste Album, auf dem Ronnie James Dio auch noch selbst Bass spielte, fanden im „Studio One“ in Atlanta, Georgia, statt. Danach begleiteten sie Deep Purple als Vorgruppe auf mehreren US-Touren.
Im Frühjahr 1973 verließ David Feinstein die Band und wurde durch Steve Edwards ersetzt. Mit Craig Gruber wurde auch ein Bassist als weiteres Mitglied aufgenommen. Im Sommer desselben Jahres unterschrieben Elf bei MGM Records (USA) und Purple Records (UK) einen neuen Plattenvertrag. Das von Roger Glover produzierte Album wurde Carolina County Ball genannt. Allerdings erschien es auf dem US-Markt unter dem Namen L.A./59 mit einer anderen Hülle. Eine weitere Tour als Vorgruppe von Deep Purple folgte.
Im Dezember 1974 kam Mark Nauseef zur Band hinzu. Mit ihm wurde das dritte Album Trying to Burn the Sun aufgenommen, wieder mit Roger Glover als Produzent. Gleich nach den Aufnahmen, noch vor der Veröffentlichung des Albums, löste sich Elf auf. Ritchie Blackmore, der gerade Deep Purple verlassen hatte, gründete mit Dio, Craig Gruber, Gary Driscoll und Mickey Lee Soule die Band Rainbow.
| Übersicht | Übersicht | Gesang | Gitarre 1 | Gitarre 2 | Keyboard | Bass   | Schlagzeug | Perkussion |
| Gründung  | 1967      | Dio    | Feinstein | Pantas †  | Thaler   | Dio    | Driscoll   | Driscoll   |
| Unfall    | 1970      | Dio    | Feinstein | Thaler    | Soule    | Dio    | Driscoll   | Driscoll   |
| -1 +2     | 1973      | Dio    | Edwards   |           | Soule    | Gruber | Driscoll   | Driscoll   |
| +1        | 1974      | Dio    | Edwards   | Soule     | Soule    | Gruber | Driscoll   | Nauseef    |
| Rainbow   | 1975      | Dio    | Blackmore |           | Soule    | Gruber | Driscoll   |            |

## Diskografie

### Alben
- 1972 – Elf
- 1974 – Carolina County Ball (Internationaler Titel, US/Japan-Titel: L.A./'59)
- 1975 – Trying to Burn the Sun
- 1978 – The Gargantuan (Kompilation)
- 1991 – The Elf Albums (Kompilation)

### Singles
als „The Electric Elves“
- 1967 – Hey, Look Me Over / It Pays To Advertise (Promo)

als „The Elves“
- 1969 – Walking In Different Circles / She's Not The Same
- 1970 – Amber Velvet / West Virginia

als „Elf“
- 1972 – Hoochie Koochie Lady / First Avenue
- 1972 – Sit Down Honey (Everything Will Be Alright) / Gambler, Gambler
- 1974 – L.A./59 / Ain't It All Amusing
- 1974 – L.A./59 / Carolina County Ball (in Deutschland)